# Bibo per sempre
Bibo per sempre è un film commedia del 2000 scritto e interpretato da Teo Teocoli per la regia di Enrico Coletti.

## Trama
Bibo è un personaggio televisivo di grande successo che scopre improvvisamente di essere insoddisfatto, dopo l'incontro con un barbone.